# Mystus tengara
Mystus tengara (Мистус смугастий) — вид риб з роду Mystus родини Bagridae ряду сомоподібні. Інші назви — тенгара кобальтовий, синя індійська косатка, кобальтова косатка.

## Опис
Загальна довжина сягає 18 см. Зовнішністю схожий на Mystus vittatus. Спостерігається статевий диморфізм: самиця більше за самця. Голова коротка, зверху пласка. Очі великі та опуклі. Є 4 пари довгих вусів. Рот помірно великий. Тулуб веретеноподібний. Спинний плавець високий, помірно довгий. Задня лінія більш зігнута. Грудні та черевні плавці невеликі. Жировий плавець відносно довгий, верх тонкий. У самця присутня значна урогенітальна папілла. Анальний плавець менше за спинний. Хвостовий плавець сильно роздвоєний, його лопаті великі, на кінці загострені.
Забарвлення перлинно-блакитнувате з блідо-коричневим відливом на голові та спинній поверхні. Від початку тулуба до кінця хвостового стебла тягнуться 2 тонкі смуги світло-сріблястого кольору. Черево біле. На кінці хвостового стебла є темна кругла пляма. Усі плавці світлі з блакитним відтінком.

## Спосіб життя
Трапляється у річках і струмках на рівнинах і передгір'ях, як в проточній та й стоячій воді. Утворює косяки. Вдень ховається серед корчів або у гротах. Хижак. Активний уночі. Живиться водними безхребетними та дрібною рибою, іноді обгризає водорості.
Самиця відкладає ікру в укриттях. Мальки видко зростають.

## Розповсюдження
Мешкає у річках Пакистану, Індії, Непалу та Бангладеш. Є відомості про виявлення цього сома на півдні Афганістану.